# Jenišov (Horní Planá)
Jenišov (německy Hossenreith, také Hossenreut) je osada, součást města Horní Planá. Dnešní Jenišov, skupina hotelů a rekreačních chat, leží poblíž původní vsi, která se nacházela v místech dnešního kempu.

## Historie
První písemná zmínka o vsi je v urbáři z roku 1445. V roce 1930 zde žilo 112 obyvatel v 17 domácnostech.
V letech 1952–1958 ves zanikla v souvislosti s výstavbou a napuštěním vodní nádrže Lipno.

## Osobnosti

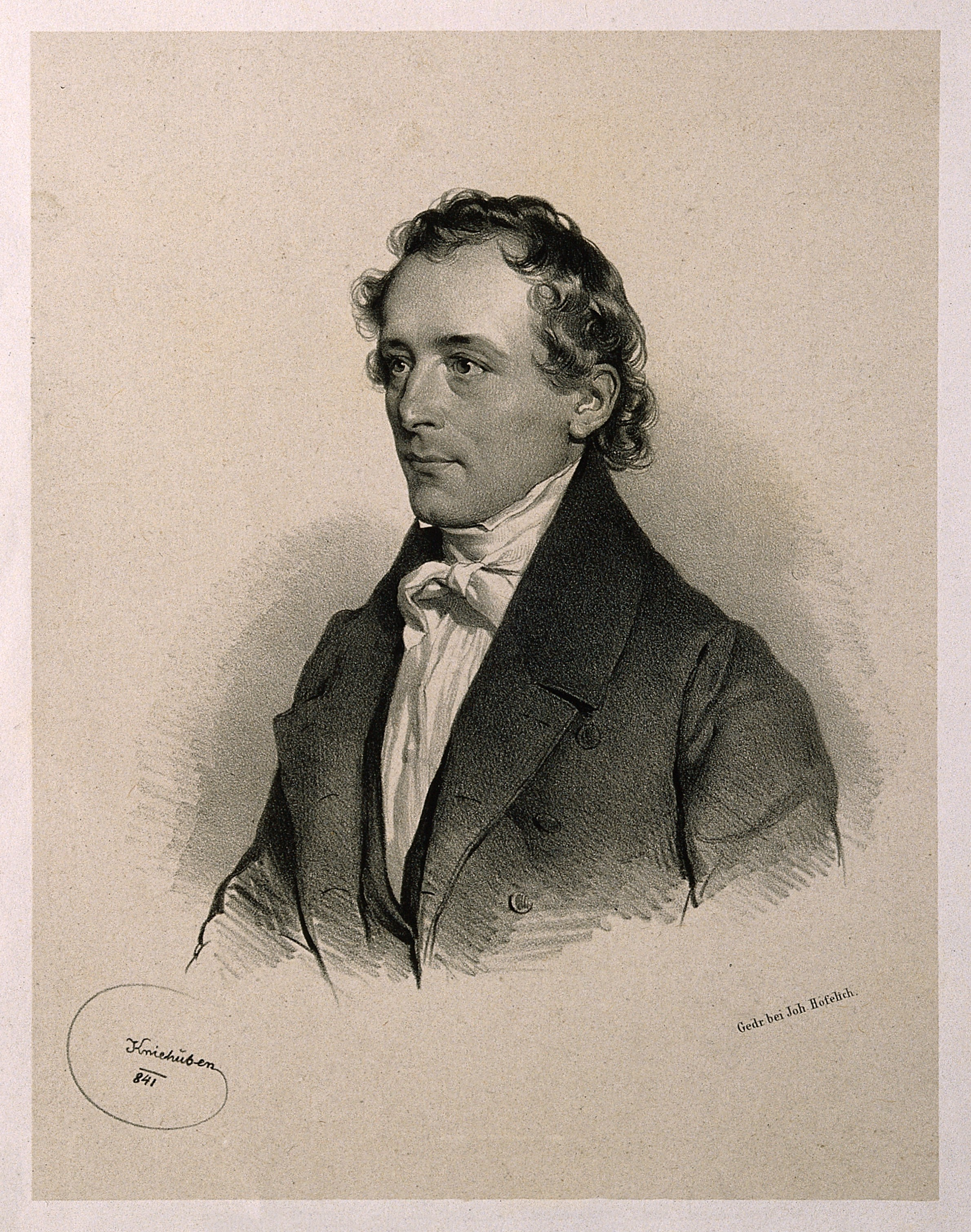
Adolf Martin Pleischl

V Jenišově se narodil Adolf Martin Pleischl (1787–1867), univerzitní profesor, chemik a lékař. Provedl první rozbor vody v Praze. Přispěl k rozmachu českého lázeňství, když provedl rozbory pramenů v západočeských lázních. Byl propagátorem lázeňské léčby v Karlových Varech, Mariánských Lázních, Františkových Lázních a Teplicích. Vynalezl zdravotně nezávadný nekovový smalt. V roce 1882 byla na jeho rodném domě (Jenišov čp. 12) odhalena pamětní deska.